# Corny-la-Ville
Pour les articles homonymes, voir Corny.
Corny-la-Ville est une localité de Corny-Machéroménil et une ancienne commune française, située dans le département des Ardennes en région Grand Est.

## Toponymie
Le nom de la localité est attesté sous les formes Corniacus en 916.

L'origine du nom serait Cornatum qui signifierait « lieu planté de cornouillers ».

## Histoire
Elle fusionne avec la commune de Machéroménil, en 1829, pour former la commune de Corny-Machéroménil. Elle devient le chef-lieu de la nouvelle commune.

## Administration
| Période                                  | Période | Identité | Étiquette | Qualité |
| ---------------------------------------- | ------- | -------- | --------- | ------- |
| Les données manquantes sont à compléter. |         |          |           |         |
|                                          |         |          |           |         |

## Démographie
| 1793 | 1800 | 1806 | 1821 |
| ---- | ---- | ---- | ---- |
| 302  | 336  | 411  | 386  |

Histogramme

(élaboration graphique par Wikipédia)